# Basilica di Nostra Signora della Mercede
La basilica di Nostra Signora della Mercede (Basílica de Nuestra Señora de la Merced in spagnolo) è un edificio di culto cattolico situato nel barrio di San Nicolás a Buenos Aires. La chiesa è sede dell'omonima parrocchia dell'arcidiocesi di Buenos Aires. È stata dichiarata monumento nazionale nel 1942.

## Storia
Una primo complesso, costituito da una chiesa dedicata alla Vergine della Mercede e fu costruita dai frati mercedari nel 1603. A causa della precarietà dell'edificio, nel 1721 venne decretata la sua demolizione e la costruzione di un nuovo tempio. I lavori furono affidati agli architetti gesuiti Andrea Bianchi e Giovanni Battista Primoli. I lavori di costruzione si protrassero sin verso il 1779.
Nel 1806, durante la prima invasione inglese, Santiago de Liniers lanciò dal sagrato della chiesa della Mercede l'attacco delle milizie coloniali verso la piazza Maggiore per la riconquista di Buenos Aires. Nel 1823 i frati mercedari furono espulsi dal paese e dovettero abbandonare il complesso.
Nel 1894 iniziarono alcuni lavori, diretti dall'architetto italo-argentino Giovanni Antonio Buschiazzo, che modificarono radicalmente la facciata e gli interni della chiesa che fu poi solennemente riaperta al culto il 24 aprile 1900.
Nel 1917 il papa Benedetto XV elevò la chiesa della Mercede al rango di basilica minore. Nel 1954 l'edificio fu sottoposto ad alcuni lavori di restauro, in particolare incentrati sul nartece, volti a restituire in parte l'originale architettura coloniale della chiesa.

## Descrizione
La facciata, profondamente trasformata dagli interventi di Buschiazzo alla fine del XIX secolo, è in stile neorinascimentale. Nel timpano è presente un bassorilievo che raffigura Manuel Belgrano che offre alla Vergine della Mercede il bastone del comando dell'Esercito del Nord prima della battaglia di Tucumán. A sinistra della facciata s'innalza l'unico campanile, sormontato da un cupolino a bulbo.
L'edificio presenta una pianta a croce latina, dispone di una navata unica con profonde cappelle laterali e presbiterio rettangolare.